# Bus SCS
SCS es un acrónimo de “Sistema de Cableado Simplificado”.
Es un bus de campo desarrollado y sus aplicaciones están en el campo de la automatización del residencial y la automatización de edificio.

## Características generales
El bus de SCS está basado en un par trenzado formado por dos conductores flexibles; éstos están trenzados y protegidos con una cubierta libre de halógenos con un aislamiento de 450/750V - de acuerdo con el reglamento REBT y las normas UNE correspondientes

## Comunicación
Dentro del bus SCS se transmiten cuatro tipos diferentes de señales en modulación de frecuencia
- Alimentación
- Datos
- Sonido
- Video

El Protocolo de transmisión es CSMA/CA (acceso múltiple por detección de portadora con evasión de colisiones)

## Funciones
A través del bus SCS están disponibles las siguientes funciones:
- Automatización
- Seguridad
- Difusión Sonora
- Gestión de la Energía
- Termorregulación
- Videoportero

Todas las funciones comparten la misma tecnología y los mismos procedimientos para la configuración e instalación.

## Certificaciones
Los dispositivos conectados al bus SCS están certificados IMQ y cumplen las normas (EN 50428 - EN de CEI 60669 de CEI - 1 / A1 - 60669 - 2 - 1 de EN de CEI - 50090 - 2 - 2 de EN de CEI - 50090 - 2 - 3 de EN de CEI).

## Integración
Podemos interactuar con el bus SCS a través de una gateway de acceso y un protocolo abierto de alto nivel - el protocolo OpenWebNet.

Estas vías de acceso son bidireccionales; traducen frames SCS en frames de OpenWebNet, y al contrario.
- Datos: Q2567662